# Canal del Boïgot dels Pèsols
La Canal del Boïgot dels Pèsols és un torrent afluent per la dreta del Torrent de Junts, a la Vall de Lord, que fa tot el seu curs per l'interior del Clot de Vilamala.

## Descripció
Neix a 1.169 msnm a un centenar de metres a llevant de l'extrem sud del Pla de la Batalla, ja dins el Clot de Vilamala i en el terme municipal d'Odèn. des del seu inici baixa cap al Torrent de Junts on desguassa a 876 msnm seguint la direcció predominant cap a l'est tot recorrent el fons de la canal que es forma entre el Serrat de les Pinasses, al nord i el Turó de les Armes i la Castelloneta, al sud.
Tota la seva conca està integrada en el Pla d'Espais d'Interès Natural (PEIN) de la Generalitat de Catalunya i més concretament en l'espai Serres de Busa-Els Bastets-Lord.

## Termes municipals per on transcorre
|                                      | Longitud (en m.) | % del recorregut |
| ------------------------------------ | ---------------- | ---------------- |
| Per l'interior del municipi d'Odèn   | 608              | 69,5%            |
| Per l'interior del municipi de Navès | 267              | 30,5%            |

## Xarxa hidrogràfica
La xarxa hidrogràfica de la canal del Boïgot dels Pèsols està integrada per un total de 4 cursos fluvials dels quals 3 són afluents de 1r nivell de subsidiarietat. La totalitat de la xarxa suma una longitud de 1.292 m.
| Codi del corrent fluvial     | Coordenades del seu origen                                  | longitud (en metres) |
| ---------------------------- | ----------------------------------------------------------- | -------------------- |
| Canal del Boïgot dels Pèsols | 42° 6′ 51.12″ N, 1° 32′ 51.36″ E / 42.1142000°N,1.5476000°E | 875                  |
| D1                           | 42° 6′ 48.74″ N, 1° 32′ 51.93″ E / 42.1135389°N,1.5477583°E | 113                  |
| E1                           | 42° 6′ 53.87″ N, 1° 32′ 53.39″ E / 42.1149639°N,1.5481639°E | 153                  |
| D2                           | 42° 6′ 48.74″ N, 1° 32′ 51.93″ E / 42.1135389°N,1.5477583°E | 151                  |

## Perfil del seu curs
| Recorregut (en m.) | Altitud (en m.) | Pendent |
| ------------------ | --------------- | ------- |
| 0                  | 1.169           | -       |
| 250                | 1.025           | 57,6%   |
| 500                | 947             | 31,2%   |
| 765                | 876             | 26,8%   |